# Pannychia moseleyi
Pannychia moseleyi is een zeekomkommer uit de familie Laetmogonidae.
De wetenschappelijke naam van de soort werd in 1882 gepubliceerd door Johan Hjalmar Théel.